# 케이트 블란쳇
캐서린 엘리즈 "케이트" 블란쳇(영어: Catherine Élise "Cate" Blanchett 케이트 블랜칫[*], 1969년 5월 14일 ~ )은 오스트레일리아의 배우이다. 여섯 번의 AACTA 어워즈(오스트레일리아 영화 텔레비전 예술 아카데미상), 두 번의 미국 아카데미상, 세 번의 미국 배우 조합상(SAG), 세 번의 골든 글로브상, 세 번의 영국 아카데미 영화상(BAFTA) 수상을 포함하여 국제적인 명성과 많은 찬사를 받았다. 블란쳇은 1998년 세자르 카푸르 감독의 영화 《엘리자베스》에서 엘리자베스 1세 역을 맡아 유명세를 얻기 시작해 영국 아카데미 영화상(BAFTA) 여우주연상, 골든 글로브상 영화 드라마 부문 여우주연상 수상과 함께 미국 아카데미상 여우주연상에 처음으로 후보로 올랐다. 2004년 마틴 스코세이지 감독의 영화 《에비에이터》에서  캐서린 헵번을 연기해 미국 아카데미상 여우조연상을 포함한 여러 시상식에서 상을 휩쓸며, 비평가들에 호평과 많은 찬사를 받았다. 2013년, 우디 앨런 감독의 영화 《블루 재스민》에서 재스민 프랜시스 역을 연기해 아카데미상 여우주연상을 포함한 수많은 상을 수상하였다. 2022년, 영화 《타르》를 통해 베네치아 영화제 볼피컵 여우주연상을 수상했다.
블란쳇은 엘리자베스 1세를 두 작품에서 연기함으로써 같은 역할로 미국 아카데미상에 후보에 오른 여섯 명의 배우 중 유일한 여배우이다. 그녀는 미국 아카데미상을 두 차례 수상한 유일한 오스트레일리아인이다. 또한 영화 《노트 온 스캔들》(2006), 《아임 낫 데어》(2007)과 《캐롤》(2015)를 포함하여 일곱 번의 미국 아카데미상 후보로 올랐다. 그녀의 다른 주목할만한 영화로는 《리플리》(1999), 《바벨》(2006), 《벤자민 버튼의 시간은 거꾸로 간다》(2008), 《로빈 후드》(2010), 《드래곤 길들이기 2》(2014)와 《신데렐라》(2015)가 있다. 큰 예산의 영화에서 그녀의 주요 역할은 피터 잭슨 감독의 《반지의 제왕 3부작 시리즈》(2001-03)와 《호빗 3부작 시리즈》(2012-14)에서 갈라드리엘 역이 있다. 그녀는 마블 스튜디오의 《토르: 라그나로크》에서 헬라 역으로 캐스팅 되었다.
블란쳇은 또한 광범위한 무대 경력을 갖고 있으며, 네 차례의 헬프만 어워드 연극부분 최우수 여자배우상을 수상하였다. 이전 역할은 국립 연극예술재단(National Institute of Dramatic Art)의 《일렉트라》(1992)의 주연을 포함해, 시드니 벨 보어 세인트 극장의 《햄릿》(1994)에서 오필리아, 웨스트 엔드 극장의 《플렌티》(1999)에서 수잔 트러헌과 시드니 극장의 《헤다 가블레르》(2004)에서 주연을 맡았다. 2008년부터 2013년까지, 남편 앤드루 업턴과 함께 시드니 극단의 공동 CEO이자 예술 감독이었다. 무대에서 다른 역할은 시드니 극장의 《욕망이라는 이름의 전차》(2009)에서 블랑슈 뒤부아 역으로 뉴욕 브루클린 아카데미 오브 뮤직과 워싱턴 D.C.의 케네디 센터에서도 공연하였고, 시드니 극장의 《Yelena in Uncle》(2011)에서 반야 역으로 워싱턴 D.C.의 케네디 센터와 뉴욕 링컨 센터에서 공연하였으며, 시드니 극장의 《The Maids》(2013)에서 클레어 역으로 뉴욕 링컨 센터에서 공연하였다.
블란쳇은 오스트레일리아 정부가 오스트레일리아 사회 100주년을 기념하며 제작한 금메달을 받았다. 그녀는 2012년 프랑스 정부가 수여하는 문예공로훈장(Ordre des Arts et des Lettres) 슈발리에를 받았다. 예술, 자선 및 사회에 대한 특별한 공헌을 인정받아 뉴사우스웨일스 대학교, 시드니 대학교, 매쿼리 대학교에서 명예 문학 박사 학위를 받았다. 2015년 케이트 블란쳇은 영국 영화 기관(BFI) 펠로우로 선출되었고, 뉴욕 현대미술관은 케이트 블란쳇을 기려 제8회 필름 베너핏(MoMA’s Annual Film Benefit)을 열었다. 2017년 블란쳇은 국제적인 무대에서 활약하는 영화 배우로서 공연 예술에의 저명한 공훈을 인정받아 오스트레일리아 훈장 컴패니언(AC)을 받았다. 블란쳇은 예술 단체의 이사로 독창적인 기여를 통해 기부하는 등, 여성과 젊은 예술인을 위한 지지자로서 인도주의 및 환경 보호 운동의 후원자로 활동하고 있다.

## 성장 과정
블란쳇은 1969년 5월 14일 빅토리아주 멜버른 교외 근처의 아이반호(Ivanhoe)에서 태어났다. 그녀는 세 명의 형제 중에서 둘째로; 그녀의 오빠는 컴퓨터 시스템 엔지니어이며, 그녀의 여동생은 극장 디자이너이다. 그녀의 오스트레일리아인 어머니 준(June, 결혼 전 성씨는 갬블(Gamble))은 부동산 개발자와 교사로 일했고, 그녀의 미국인 아버지 로버트 드윗 블란쳇 주니어(Robert DeWitt Blanchett, Jr.)는 텍사스 출신으로 미국 해군 하사관에서 나중에는 광고 회사 경영자로 일하였다. 두 사람은 블란쳇의 아버지의 배가 멜버른에서 고장이 났을 때 처음 만나게 되었다. 블란쳇이 만 10세 때, 그녀의 아버지는 심장 마비로 사망했다. 그녀의 어머니는 홀로 가정을 지키며 아이들을 키웠다. 블란쳇의 조상으로는 잉글랜드, 일부의 스코틀랜드와 먼 프랑스계를 두고 있다.
블란쳇은 어린 시절에 대해, "외향적인 부분과 인기가 없던 타입"이라고 자신을 설명했다. 그녀는 전통적으로 남성복을 입기 좋아하는 경향이 있었고, 그녀의 사춘기 시절에는 고스 펑크에 빠져들면서 그녀의 머리를 삭발하기도 했었다. 그녀는 멜버른에서 아이반호 이스트 초등학교에 다녔고, 그녀의 중등 교육을 위해 아이반호 여자 중학교에 다니다가, 그녀는 공연 예술에 대한 그녀의 열정을 공부하기 위해 메서디스트 레이디스 칼리즈에 입학했다. 10대 후반과 20대 초반, 그녀는 빅토리아 주의 가정 간호사로 일했다. 그녀는 멜버른 대학에서 1년 동안 경제와 미술을 공부했지만, 이후 해외 여행으로 그만 두었는데, 이집트에서 블란쳇은 이집트 복싱 영화 《카보리아》에서 미국의 치어리더 역을 연기하였고, 돈이 필요했던 그녀는 제안을 받아 들였다. 그녀는 오스트레일리아로 돌아온 이후에, 그녀는 시드니로 이동하였고 연기 경력을 쌓기 위해 국립연극예술재단(NIDA)에서 연기 전공을 하였다. 그녀는 1992년에 학교를 졸업하였다.

## 사생활
블란쳇의 남편은 극작가 겸 시나리오 작가인 앤드루 업턴이다. 두 사람은 1996년 TV 쇼 세트장에서 처음 만났고, 1997년 12월 29일 결혼식을 올렸다. 블란쳇과 업턴에게는 네 명의 아이들이 있는데; 대실 존(Dashiell John, 2001년 12월 출생), 로먼 로버트(Roman Robert, 2004년 4월 출생),과 이그네이셔스 마틴(Ignatius Martin, 2008년 4월생), 입양한 딸 이디스 비비언 퍼트리샤(Edith Vivian Patricia)이 있으며, 2015년 3월에 입양한 것으로 알려졌다. 블란쳇은 그녀와 그녀의 남편이 그들의 첫 아이의 출산한 이후로 입양을 생각하고 있었다고 말했다.

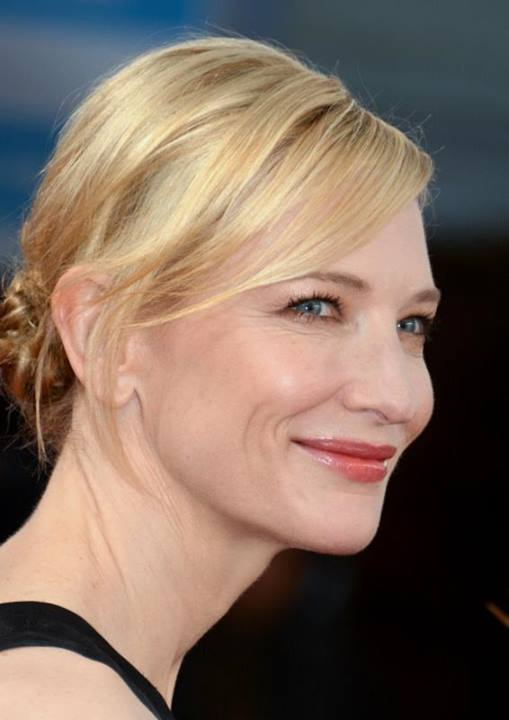
2013년 도빌 아메리칸 영화제에서 블란쳇.

이후 그들의 가정은 영국, 잉글랜드에서 거의 10년 동안 거주 하였다가, 그녀와 그녀의 남편은 2006년에 오스트레일리아로 돌아왔다. 2006년 11월, 블란쳇은 그녀의 가족에 근접하고, 오스트레일리아 연극 사회에 소속감을 가지고, 그녀의 아이들을 위해 영구적인 가정을 선택하고자 고향으로 이동을 하였다고 말했다. 그녀와 가족들은 시드니 근처의 뉴사우스웨일스주 헌터스 힐에서 살았다.
블란쳇은 2013년 스카이 뉴스와의 인터뷰에서 여성주의와 정치에 대해, 그녀는 "보수주의의 물결이 전 세계를 휩쓸고 있다"고 사회에서 여성의 역할이 위협받고 있다고 말했다. 그녀는 또한 여성이 지금 할리우드에서 직면하는 압력에 대해 "솔직히, 나는 10년 전 내가 한 내 모습에 대해 생각한다."라고 말했다.
블란쳇은 오스트레일리아 영화 기관(AFI)과 영화 및 텔레비전 예술의 오스트레일리아 아카데미의 후원자이자 대사이다. 그녀는 또한 시드니 영화제의 후원자이며,  솔라에이드(SolarAid) 단체의 개발자이다. 그녀는 2005년부터 프록터 앤드 갬블의 고급 스킨 케어 브랜드 SK-II의 뮤즈이다. 2006년, 블란쳇은 미국의 전 부통령 앨 고어의 기후 프로젝트에 합류했다. 2007년, 블란쳇은 오스트레일리아 보존 재단의 대사가 되었다. 그녀는 환경 문제에 대한 그녀의 지원을 인정 받아, 2012년 오스트레일리아 보존 재단의 명예 종신 회원이 되었다. 2016년 5월 2일, 유엔 난민 기구는 국제 친선 대사로 블란쳇의 임명을 발표했다. 9월 12일, 블란쳇은 제시 아이젠버그, 추이텔 에지오포, 피터 카팔디, 더글러스 부스, 닐 게이먼, 키이라 나이틀리, 줄리엣 스티븐슨, 킷 해링턴, 스탠리 투치와 함께 UNHCR의 비디오에 등장하며 전체 난민 위기에 대한 인식을 제고하는 데 도움을 요청했다.

## 출연 작품

### 영화
| 년도      | 제목 원 제목                                                                           | 역할                   | 참고                          | 출처    |
| --------- | -------------------------------------------------------------------------------------- | ---------------------- | ----------------------------- | ------- |
| 1990      | 카보리아 Kaboria                                                                       | 단역 (치어리더)        | 이집트 영화                   | [ 44 ]  |
| 1996      | 파크랜즈 Parklands                                                                     | 로시                   | 단편 영화                     | [ 45 ]  |
| 1997      | 파라다이스 로드 Paradise Road                                                          | 수산 매카시            |                               | [ 46 ]  |
| 1997      | 그 남자, 리지를 만나다 Thank God He Met Lizzie                                         | 리지                   |                               | [ 47 ]  |
| 1997      | 오스카와 루신다 Oscar and Lucinda                                                      | 루신다 렙라스트리어    |                               | [ 48 ]  |
| 1998      | 엘리자베스 Elizabeth                                                                   | 엘리자베스 1세         |                               | [ 49 ]  |
| 1999      | 이상적인 남편 An Ideal Husband                                                         | 게트루드 칠턴 부인     |                               | [ 50 ]  |
| 1999      | 뱅거스 Bangers                                                                         | 줄리 앤                | 단편 영화 프로듀서로도 참여함 | [ 51 ]  |
| 1999      | 에어 콘트롤 Pushing Tin                                                                | 코니 팰존              |                               | [ 52 ]  |
| 1999      | 리플리 The Talented Mr. Ripley                                                         | 메르디스 로그          |                               | [ 53 ]  |
| 2000      | 기프트 The Gift                                                                        | 애니 윌슨              |                               | [ 54 ]  |
| 2000      | 맨 후 크라이드 The Man Who Cried                                                       | 로라                   |                               | [ 55 ]  |
| 2001      | 쉬핑 뉴스 The Shipping News                                                            | 페탈                   |                               | [ 56 ]  |
| 2001      | 샤롯 그레이 Charlotte Gray                                                             | 샤롯 그레이            |                               | [ 57 ]  |
| 2001      | 밴디츠 Bandits                                                                         | 케이트 윌러            |                               | [ 58 ]  |
| 2001      | 반지의 제왕: 반지 원정대 The Lord of the Rings: The Fellowship of the Ring             | 갈라드리엘             |                               | [ 59 ]  |
| 2002      | 헤븐 Heaven                                                                            | 필리퍼                 |                               | [ 60 ]  |
| 2002      | 반지의 제왕: 두 개의 탑 The Lord of the Rings: The Two Towers                          | 갈라드리엘             |                               | [ 61 ]  |
| 2003      | 커피오 담배 Coffee and Cigarettes                                                      | 자신 & 쉘리            |                               | [ 62 ]  |
| 2003      | 베로니카 게린 Veronica Guerin                                                          | 베로니카 게린          |                               | [ 63 ]  |
| 2003      | 실종 The Missing                                                                       | 매기 길켓슨            |                               | [ 64 ]  |
| 2003      | 반지의 제왕: 왕의 귀환 The Lord of the Rings: The Return of the King                   | 갈라드리엘             |                               | [ 65 ]  |
| 2004      | 스티브 지소와의 해저 생활 The Life Aquatic with Steve Zissou                           | 제인 윈슬렛-리차드슨   |                               | [ 66 ]  |
| 2004      | 에비에이터 The Aviator                                                                 | 캐서린 헵번            |                               | [ 67 ]  |
| 2005      | 리틀 피쉬 Little Fish                                                                  | 트레이시 하트          |                               | [ 68 ]  |
| 2006      | 바벨 Babel                                                                             | 수잔 존스              |                               | [ 69 ]  |
| 2006      | 굿 저먼 The Good German                                                                | 레나 브란트            |                               | [ 70 ]  |
| 2006      | 노트 온 스캔들 Notes on a Scandal                                                      | 쉬바 하트              |                               | [ 71 ]  |
| 2007      | 뜨거운 녀석들 Hot Fuzz                                                                 | 자닌                   | 카메오 엔딩 크레딧에 안올라감 | [ 72 ]  |
| 2007      | In the Company of Actors                                                               | 자신                   | 내레이션, 다큐멘터리          | [ 73 ]  |
| 2007      | 골든 에이지 Elizabeth: The Golden Age                                                  | 엘리자베스 1세         |                               | [ 74 ]  |
| 2007      | 아임 낫 데어 I'm Not There                                                             | 쥬드 퀸 (밥 딜런)      |                               | [ 75 ]  |
| 2008      | 인디아나 존스: 크리스탈 해골의 왕국 Indiana Jones and the Kingdom of the Crystal Skull | 이리나 스팔코          |                               | [ 76 ]  |
| 2008      | 벤자민 버튼의 시간은 거꾸로 간다 The Curious Case of Benjamin Button                   | 데이시 풀러            |                               | [ 77 ]  |
| 2009      | 벼랑 위의 포뇨 Ponyo                                                                   | 그랑망마레 (더빙)      | 애니메이션 영화 (영어 버전 )  | [ 78 ]  |
| 2010      | 로빈 후드 Robin Hood                                                                   | 메이드 마리안          |                               | [ 79 ]  |
| 2011      | 한나 Hanna                                                                             | 마리사                 |                               | [ 80 ]  |
| 2012      | 호빗: 뜻밖의 여정 The Hobbit: An Unexpected Journey                                    | 갈라드리엘             |                               | [ 81 ]  |
| 2013      | Girl Rising                                                                            | 자신                   | 내레이션, 다큐멘터리          | [ 82 ]  |
| 2013      | 블루 재스민 Blue Jasmine                                                               | 쟌넷 "재스민" 프란시스 |                               | [ 83 ]  |
| 2013      | 터닝 The Turning                                                                       | 게일 랑                |                               | [ 84 ]  |
| 2013      | The Galapagos Affair                                                                   | 도레 스트라우치        | 목소리 출연, 다큐멘터리       | [ 85 ]  |
| 2013      | Journey to the South Pacific                                                           | 자신                   | 내레이션, 다큐멘터리          | [ 86 ]  |
| 2013      | 호빗: 스마우그의 폐허 The Hobbit: The Desolation of Smaug                              | 갈라드리엘             |                               | [ 87 ]  |
| 2014      | 모뉴먼츠 맨: 세기의 작전 The Monuments Men                                             | 클레어 시몬            |                               | [ 88 ]  |
| 2014      | 드래곤 길들이기 2 How to Train Your Dragon 2                                           | 발카 (더빙)            | 애니메이션 영화               | [ 89 ]  |
| 2014      | 호빗: 다섯 군대 전투 The Hobbit: The Battle of the Five Armies                         | 갈라드리엘             |                               | [ 90 ]  |
| 2015      | 나이트 오브 컵스 Knight of Cups                                                        | 낸시                   |                               | [ 91 ]  |
| 2015      | 신데렐라 Cinderella                                                                    | 트레마인 부인          |                               | [ 92 ]  |
| 2015      | 캐롤 Carol                                                                             | 캐롤 에어드            | 총괄 프로듀서                 | [ 93 ]  |
| 2015      | 트루스 Truth                                                                           | 메리 메이프스          |                               | [ 94 ]  |
| 2015      | 매니페스토 Manifesto                                                                   | 13가지 역할            |                               | [ 95 ]  |
| 2016      | 보이지 오브 시간 Voyage of Time                                                        | 내레이션               | 다큐멘터리                    | [ 96 ]  |
| 2017      | 송 투 송 Song to Song                                                                  | 아만다                 |                               | [ 97 ]  |
| 2017      | 토르: 라그나로크 Thor: Ragnarok                                                        | 헬라                   |                               | [ 98 ]  |
| 2018      | 오션스8 Ocean's Eight                                                                  | 루                     |                               | [ 99 ]  |
| 2018      | 벽 속에 숨은 마법시계 The House with a Clock in Its Walls                              | 플로렌스 짐머맨        |                               | [ 100 ] |
| 2019      | 모글리: 정글의 전설 Mowgli: Legend of the Jungle                                       | 카아 (더빙)            |                               | [ 101 ] |
| 2019      | 드래곤 길들이기 3 How to Train Your Dragon: The Hidden World                           | 발카 역 (더빙)         | 애니메이션 영화               |         |
| 2019      | 어디갔어, 버나뎃 Where'd You Go, Bernadette                                            | 버나뎃 브랜치          |                               | [ 102 ] |
| 2020      | 애플 Apples                                                                            |                        | 제작                          |         |
| 2021      | 돈 룩 업 Don't Look Up                                                                 | 브리 에번티            |                               |         |
| 2021      | 나이트메어 앨리 Nightmare Alley                                                        | 릴리스 리터 의사       |                               |         |
| 2022      | 타르 TÁR                                                                               | 리디아 타르            |                               |         |
| 2022      | 피노키오 Pinocchio                                                                     | 원숭이 (더빙)          |                               |         |
| 2024      | 뜬소문 Rumours                                                                         |                        |                               |         |
| 2024      | 보더랜드 Borderlands                                                                   | 릴리스                 |                               |         |
| 2025      | 블랙 백 Black Bag                                                                      |                        |                               |         |
| 발표 예정 | 파더, 마더, 시스터, 브라더 Father, Mother, Sister, Brother                             |                        |                               |         |

### 텔레비전
| 년도      | 제목 원 제목                 | 역할                    | 방송사                   | 참고                                   | 출처            |
| --------- | ---------------------------- | ----------------------- | ------------------------ | -------------------------------------- | --------------- |
| 1993      | 폴리스 129 Police Rescue     | 헤인즈 부인             | 오스트레일리아 방송 협회 | 에피소드: "The Loaded Boy"             | [ 103 ]         |
| 1994      | 하트랜드 Heartland           | 엘리자베스 애쉬톤       | 오스트레일리아 방송 협회 | 13 에피소드                            | [ 104 ]         |
| 1995      | 보더타운 Bordertown          | 비앙카                  | 오스트레일리아 방송 협회 | TV 미니시리즈                          | [ 105 ] [ 106 ] |
| 2012      | 패밀리 가이 Family Guy       | 페넬로페                | FOX                      | 에피소드: "Mr. and Mrs. Stewie"        | [ 107 ]         |
| 2012      | 패밀리 가이 Family Guy       | 엘리자베스 2세          | FOX                      | 에피소드: "Family Guy Viewer Mail 2"   | [ 108 ]         |
| 2014      | 레이크 Rake                  | 클라리스 그린           | 오스트레일리아 방송 협회 | 3 에피소드                             | [ 109 ] [ 110 ] |
| 2019      | Documentary Now!             | 이자벨라 바타           | IFC                      | 에피소드: "Waiting for the Artist"     | [ 111 ]         |
| 2020      | 미세스 아메리카 Mrs. America | 필리스 슐래플리         | FX                       | 미니시리즈                             | [ 112 ]         |
| 2020      | 심슨 가족 The Simpsons       | 일레인                  | FOX                      | 목소리 출연; Episode: "Way of the Dog" | [ 113 ] [ 114 ] |
| 2024      | 디스클레이머 Disclaimer      | 캐서린 레이븐스크로프트 | 애플 TV+                 |                                        |                 |
| 발표 예정 | 스테이틀리스 Stateless       |                         | ABC                      | 미니시리즈                             |                 |

### 연극
| 년도 | 제목 원 제목                                  | 역할                      | 장소                                    | 출처    |
| ---- | --------------------------------------------- | ------------------------- | --------------------------------------- | ------- |
| 1992 | 엘렉트라 Electra                              | 엘렉트라                  | 국립 연극예술재단                       | [ 115 ] |
| 1992 | Top Girls                                     | 환자 그리젤다 / 넬 / 지닌 | 시드니 씨어터 컴퍼니                    | [ 116 ] |
| 1993 | Kafka Dances                                  | 브라이즈 / 펠리스         | 그리핀 씨어터 컴퍼니                    | [ 116 ] |
| 1993 | Oleanna                                       | 캐롤                      | 시드니 씨어터 컴퍼니                    | [ 117 ] |
| 1994 | 햄릿 Hamlet                                   | 오필리아                  | 벨부아 세인트 씨어터                    | [ 116 ] |
| 1995 | Sweet Phoebe                                  | 헬렌                      | 시드니 씨어터 컴퍼니, 웨어하우스 씨어터 | [ 117 ] |
| 1995 | The Tempest                                   | 미란다                    | 벨부아 세인트 씨어터                    | [ 116 ] |
| 1995 | The Blind Giant is Dancing                    | 로즈 드라퍼               | 벨부아 세인트 씨어터                    | [ 118 ] |
| 1997 | The Seagull                                   | 니나                      | 벨부아 세인트 씨어터                    | [ 116 ] |
| 1999 | 플렌티 Plenty                                 | 수잔 트러헌               | 알버리 씨어터                           | [ 119 ] |
| 1999 | The Vagina Monologues                         |                           | 더 올드 빅                              | [ 120 ] |
| 2004 | 헤다 가블레르 Hedda Gabler                    | 헤다 가블레르             | 시드니 씨어터 컴퍼니                    | [ 117 ] |
| 2006 | A Kind of Alaska                              |                           | 시드니 씨어터 컴퍼니                    | [ 121 ] |
| 2007 | 블랙버드 Blackbird                            |                           | 시드니 씨어터 컴퍼니                    | [ 122 ] |
| 2009 | The War of the Roses                          | 리차드 2세 / 앤 부인      | 시드니 씨어터 컴퍼니                    | [ 117 ] |
| 2009 | A Streetcar Named Desire                      | Blanche DuBois            | 시드니 씨어터 컴퍼니                    | [ 123 ] |
| 2011 | Uncle Vanya                                   | 엘레나                    | 시드니 씨어터 컴퍼니                    | [ 124 ] |
| 2011 | Groß und klein                                | 롯데                      | 시드니 씨어터 컴퍼니                    | [ 125 ] |
| 2013 | The Maids                                     | 클레어                    | 시드니 씨어터 컴퍼니                    | [ 117 ] |
| 2015 | 더 프레젠트 The Present                       | 안나 페트로보나           | 시드니 씨어터 컴퍼니                    | [ 126 ] |
| 2017 | 더 프레젠트 The Present                       | 안나 페트로보나           | 에델 베리모어 씨어터, 브로드웨이 데뷔.  | [ 127 ] |
| 2019 | When We Have Sufficiently Tortured Each Other | 여성                      | 로열 내셔널 시어터, 내셔널 시어터 데뷔. | [ 128 ] |

## 뮤직비디오
| 년도 | 곡(제목)     | 가수        | 출처    |
| ---- | ------------ | ----------- | ------- |
| 2016 | "The Spoils" | 매시브 어택 | [ 129 ] |